# Krister Wahlbäck
Martin Krister Wahlbäck, född 21 november 1937 i Oscars församling i Stockholms stad, död 26 juli 2013 i Hedvig Eleonora församling i Stockholm, var en svensk historiker, statsvetare och ambassadör.

## Biografi
Krister Wahlbäck avlade filosofie kandidat-examen vid Stockholms högskola 1957 och filosofie licentiat-examen där 1960. Han disputerade vid Stockholms universitet 1964 med avhandlingen Finlandsfrågan i svensk politik 1937–1940, för vilken han även utnämndes till docent i statskunskap 1965. Han har återkommit till Norden under andra världskriget i flera verk, och räknas till en av de främsta experterna på den svenska politiken under den tidsepoken.
Wahlbäck var extra ordinarie docent vid Stockholms universitet 1965–1972, varefter han hade en forskartjänst i internationella relationer vid Statens råd för samhällsforskning 1973–1976. Därefter var han 1976–1984 säkerhetspolitisk expert i Politiska avdelningen vid Utrikesdepartementet, ambassadråd vid ambassaden i London 1984–1986, minister vid ambassaden i Helsingfors 1986–1991 för att åter vara säkerhetspolitisk expert i Politiska avdelningen vid Utrikesdepartementet 1991–1992. Han var ambassadör i säkerhetspolitiska analysgruppen i Statsrådsberedningen 1992–1994 och tjänstgjorde i Utrikesdepartementet 1994–2003. Åren 1989–2004 var han adjungerad professor i statskunskap, särskilt internationell politik och utrikespolitik, vid Umeå universitet. Från 2003 var han gästforskare vid Försvarshögskolan.
Han var gästforskare vid London School of Economics och Freie Universität i Berlin 1960–1961 samt vid l'Institut d'Etudes Politiques i Paris 1963, vid Helsingfors universitet 1966 och vid Harvard University 1974. Han var expert i 1978 års försvarskommission och i 1992 års neutralitetspolitikkommission. Han var därtill ledamot av 1997 års kommission om judiska tillgångar i Sverige under andra världskriget samt av svensk-ryska arbetsgruppen om Raoul Wallenberg 1999–2001. Han var från 1998 utländsk ledamot av Lettlands historikerkommission om ockupationen 1940–1991. År 2000 blev han politices hedersdoktor vid Helsingfors universitet.
Krister Wahlbäck invaldes 1977 som ledamot av Kungliga Krigsvetenskapsakademien och 1979 som ledamot av Kungliga Samfundet för utgivande av handskrifter rörande Skandinaviens historia. År 1994 invaldes han som hedersledamot av Svenska litteratursällskapet i Finland.
Wahlbäck har författat skrifter i internationella relationer och säkerhetspolitik åt Utrikespolitiska institutet. I februari 2009 avslöjande han att finansminister Ernst Wigforss hemligen beviljat att svenska banker gav Tyskland krediter under andra världskriget.
Krister Wahlbäck var son till Martin Wahlbäck och dennes hustru Elisabeth (född Ros).